# Walt Lloyd
 (octobre 2024).
- Si vous ne connaissez pas le sujet, laissez ce bandeau (vous pouvez alors contacter les auteurs).
- Si vous supprimez le contenu mis en cause (vous pouvez préalablement contacter les auteurs),

argumentez précisément cette suppression dans la page de discussion
(un manque de référence n'est pas un argument ; une recherche réelle de référence doit avoir été effectuée, être formellement documentée).
Pour les articles homonymes, voir Lloyd.
Walt Lloyd est un personnage fictif du feuilleton télévisé Lost : Les Disparus. Il est interprété par l'acteur Malcolm David Kelley.

## Biographie fictive

### Avant le crash
Walt est né le 24 août 1994 à New York, aux États-Unis, fils de Michael Dawson, artiste dans l'âme et travailleur du bâtiment par nécessité, et de Susan Lloyd, étudiante en droit. Son prénom lui fut donné d'après le prénom du père de Michael, Walter. Lors de la naissance de Walt, Michael et Susan vivent ensemble mais Susan refuse d'épouser Michael. Alors que Walt est âgé de quelques mois, sa mère Susan l'emmène vivre à Amsterdam, où l'attend un travail alléchant en droit international, loin de Michael. Deux semaines avant le second anniversaire de Walt, Susan se rend à New York rendre visite à Michael, qui se remet d'un accident de voiture. Elle lui annonce qu'elle et Brian Porter, son patron, ont l'intention de se marier et qu'ils déménageront à Rome à la fin du mois. Elle demande à Michael de renoncer à ses droits parentaux à l'égard de Walt afin que Brian puisse l'adopter. Michael refuse et demande de récupérer son fils. Il s'ensuit une bataille juridique entre les deux parents de Walt. Finalement, ils règlent leur différend à l'amiable et Michael accepte de laisser Walt à Susan. Lorsque peu après Michael voit Walt pour lui faire ses adieux, il lui fait cadeau d'un ours polaire en peluche.
Au cours des années suivantes, la famille formée de Brian, Susan et Walt s'installe en Australie. Alors que Walt a dix ans, sa mère, Susan, est morte d'une « maladie du sang ».  Brian se rend alors précipitamment, dès le lendemain de la mort de Susan, trouver Michael à New York, afin de le convaincre de devenir le tuteur légal de Walt et de le prendre avec lui. Brian donne même à Michael des billets d'avion pour aller en Australie et pour revenir avec Walt à New York, plus de l'argent pour les dépenses de voyage. Bien que Brian soit le seul père que Walt ait vraiment connu, leur relation n'a jamais été très bonne. Celui-ci n'a jamais réussi à nouer des liens avec son fils adoptif, qu'il trouvait étrange. Brian avoue à Michael qu'il n'a jamais vraiment voulu devenir le père adoptif de Walt et que Walt le met mal à l'aise : « Parfois, lorsque Walt est contrarié, des choses se produisent. Il est différent. » En effet, un jour, alors que Walt étudiait les oiseaux d'Australie dans un livre et voulait partager ses intérêts avec sa mère et son père adoptif, ceux-ci l'ignoraient car ils étaient préoccupés par un soudain malaise physique ressenti par Susan. Au moment où Walt insistait pour attirer leur attention, un oiseau a ricoché contre une vitre de la maison et s'est retrouvé mort.
Michael cherche alors Walt en Australie pour le ramener à New York et Walt se voit obligé de déménager à nouveau, cette fois avec un homme qu'il ne connait pas. Son seul réconfort est qu'il peut emmener avec lui Vincent, le chien de Brian. Afin de retourner aux États-Unis, Michael et Walt prennent le vol Océanic 815, destiné à s'écraser sur l'île.

### Après le crash
Avec Locke, Walt est le seul à apprécier sa situation sur l'île. C'est en partie pourquoi ils deviennent rapidement proches. Malgré la désapprobation de Michael, Walt passe beaucoup de temps avec Locke, qui lui apprend entre autres à manier le couteau. Peu habitué à la vie de parent, il arrive plusieurs fois à Michael de négliger son fils, entre autres pour jouer au golf. Loin de s'en plaindre, le garçon en profite pour aller rejoindre son ami, ce qui enrage son père. Après une discussion corsée à ce sujet entre eux, Walt s'enfuit dans la jungle avec son chien. Il se fait alors attaquer par un ours polaire. Aidé par Locke, Michael parvient à le sauver.
Afin de ramener son fils à la maison, Michael entreprend la construction d'un radeau. Au départ, Walt n'est pas d'accord. Il est las de déménager et est heureux de s'être retrouvé sur l'île. Alors que le radeau est presque fini, Walt y met le feu. Locke le devine rapidement mais parvient tout de même à convaincre les rescapés que c'est l'œuvre des mystérieux « Autres ». Lorsque son père est empoisonné, il dit à Locke qu'il n'y est pour rien puis lui dit « Cette chose, ne l'ouvrez pas. » sans être au courant de l'existence de la trappe que Locke et Boone ont découvert et essayent d'ouvrir. Aidé par Jin et par Sawyer, Michael parvient à finir le radeau et Walt avoue avoir brulé le premier radeau. Michael, Walt, Jin et Sawyer quittent donc l'île mais après quelques heures, le radeau croise un bateau commandé par Tom, un des « Autres ». Ceux-ci détruisent le radeau et emmènent Walt avec eux. Après l'enlèvement de Walt, Shannon l'aperçut plusieurs fois dans la jungle et il parlait dans un langage apparemment incompréhensible, mais qui était simplement prononcé à l'envers. Il dira ainsi dans sa première apparition dans la jungle « N'appuie pas sur le bouton… le bouton… est mauvais » puis, lors de son apparition dans la tente de Sayid, « Ils arrivent… et ils sont proches… ».
Quelques semaines plus tard, lorsque Jack, Locke et Sawyer rencontrent Tom pour la première fois, celui-ci leur dit simplement que « Walt est spécial ». Lors d'une brève rencontre entre Michael et Walt, alors qu'ils sont tous deux prisonniers des « Autres », Walt dit à son père qu'ils lui font passer des tests et que les « Autres » ne sont pas ce qu'ils prétendent être. Pendant sa captivité, Michael fait un pacte avec les « Autres ». Il doit retourner au camp des rescapés afin de libérer Benjamin Linus, qui a été fait prisonnier par les survivants du vol 815. Ensuite, il doit livrer Jack, Kate, Sawyer et Hurley aux « Autres ». En échange, ceux-ci le libèreront, ainsi que Walt. Michael accepte, mais exige qu'ils lui donnent également le bateau qu'ils ont utilisé pour enlever Walt. Tout se déroule comme prévu, Michael et Walt se retrouvent et quittent l'île. Benjamin Linus leur donne des indications qui doivent leur permettre de trouver du secours.

### Après l'île
Après avoir quitté l'île, Walt réside dans la maison de sa grand-mère, sous un faux nom, et refuse de parler avec Michael après avoir appris les meurtres de Ana Lucia et Libby. 
Il apparaît à Locke lorsque ce dernier se trouve dans la fosse où reposent les corps du Projet Dharma et lui dit qu'il a un travail à faire. Il rencontre de nouveau Locke trois ans après son retour de l'île à New York à la sortie de son lycée. Plus tard, Walt rend visite à Hurley pour savoir pourquoi les « Six de l'Oceanic » mentent à propos de l'île.
Par la suite, Walt se retrouve dans l'hôpital psychiatrique où était Hurley. Il le quitte lorsque Ben et Hurley lui proposent de retourner sur l'île car il a un travail à accomplir.